# EVA Air

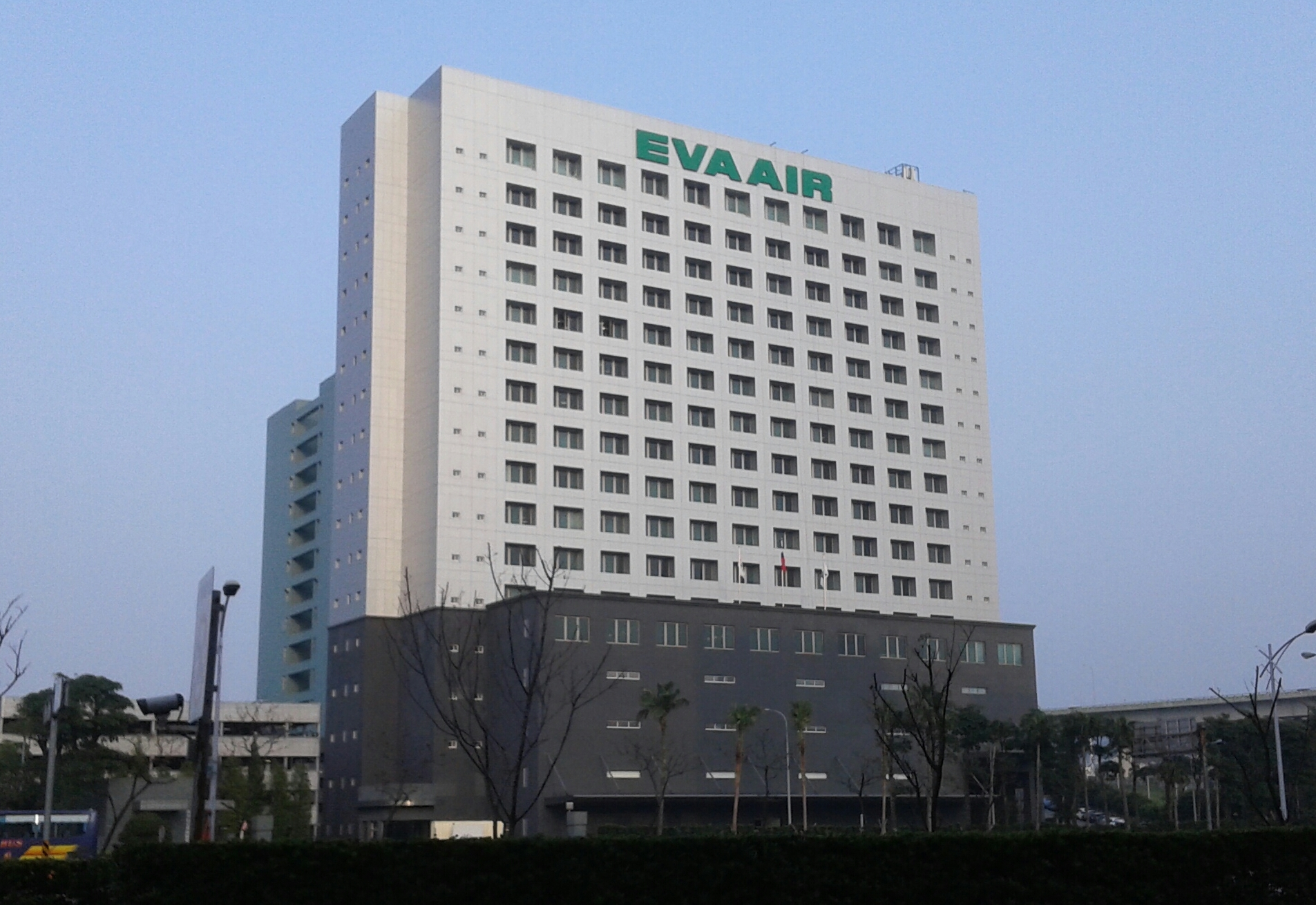
Het EVA Air Hoofdkantoor

EVA Air (長榮航空 Changrong Hangkong) is een luchtvaartmaatschappij die in 1989 opgericht is in Taiwan.

## Activiteiten
De maatschappij opereert een internationaal netwerk van meer dan 40 bestemmingen in Azië, Australië, Europa en Noord-Amerika vanuit haar thuisbasis Taiwan Taoyuan International Airport dat in de buurt ligt van de hoofdstad Taipei. De maatschappij telde in 2018 ruim 11.000 medewerkers. EVA Air werd opgericht door de Evergreen Group, een grote rederij. De groep is nog steeds een grootaandeelhouder en had in 2018 bijna 30% van de aandelen in handen. 
Begin jaren negentig zette EVA Air voet op de binnenlandse luchtvaartmarkt. Het bedrijf nam het toenmalige Makung International Airlines over, gevolgd door Great China Airlines en Taiwan Airways. Op 1 juli 1998, fuseerden alle drie de maatschappijen onder het merk Uni Air. Tegelijkertijd nam de maatschappij de binnenlandse vluchten van EVA Air over.
EVA Air maakt gebruik van een gecombineerde vloot van Airbus en Boeing, waarvan hoofdzakelijk Airbus A330, Boeing 777 en Boeing 787 ingezet worden op passagiersroutes en Boeing 747 en Boeing 777 Freighter op cargoroutes. In 1991 introduceerde de maatschappij als een van de eerste een Premium Economy-klasse, de Elite Class, welk in 2008 door Skytrax is verkozen tot "Best Premium Economy Class" in hun jaarlijkse World Airline Awards. EVA Air's slogan is "Sharing the World, Flying Together".
Door politieke gevoeligheden vloog de maatschappij niet rechtstreeks op de Volksrepubliek China. Passagiers dienden in Hongkong op een andere maatschappij over te stappen. In augustus 2009 startte EVA Air directe vluchten naar het Chinese vasteland, naar bestemmingen zoals Peking, Shanghai en Ningbo.
In juni 2013 werd EVA Air lid van de Star Alliance.

## Codeshare-overeenkomsten
EVA Air heeft codeshare-overeenkomsten met de onderstaande luchtvaartmaatschappijen (*Star Alliance-leden; °Oneworld-leden).
Star Alliance
- Air China*
- All Nippon Airways*
- Asiana Airlines*
- Shenzhen Airlines (toekomstig Star Alliance lid)
- US Airways*

Passagier
- American Airlines°
- Bangkok Airways
- Hong Kong Airlines
- Qantas°
- Shandong Airlines
- Uni Air

Vracht
- Air Canada
- Air Nippon
- Austrian Airlines
- British Airways World Cargo
- Lufthansa Cargo

## Vloot EVA Air
De vloot van EVA Air bestaat per november 2018 uit de volgende vliegtuigen:
| Vliegtuig           | Totaal | Bestellingen | Passagiers | Passagiers | Passagiers  | Passagiers  | Noten                             |
| Vliegtuig           | Totaal | Bestellingen | J          | Q          | Y           | Totaal      | Noten                             |
| ------------------- | ------ | ------------ | ---------- | ---------- | ----------- | ----------- | --------------------------------- |
| ATR 72-600          | 2      | —            | —          | —          | 70          | 70          |                                   |
| Airbus A321         | 24     | —            | 8          | —          | 176         | 184         |                                   |
| Airbus A330-200     | 3      | —            | 24         | —          | 228         | 252         | Worden vervangen door de A330-300 |
| Airbus A330-300     | 9      |              | 30         | —          | 279         | 309         |                                   |
| Boeing 777-300ER    | 29     | 7            | 38 39      | 64 56      | 211 238 258 | 313 333 353 | 1 in Hello Kity-kleuren           |
| Boeing 787-9        | 4      | 0            |            |            |             | 304         |                                   |
| Boeing 787-10       | 9      | 11           |            |            |             |             |                                   |
| EVA Air-vrachtvloot |        |              |            |            |             |             |                                   |
| Boeing 777F         | 2      | 3            | 102.000 kg | 102.000 kg | 102.000 kg  | 102.000 kg  |                                   |
| Boeing 747-400F     | 2      | 0            | 120.000 kg | 120.000 kg | 120.000 kg  | 120.000 kg  |                                   |
| Boeing 747-400BDSF  | 2      | 0            | 120.000 kg | 120.000 kg | 120.000 kg  | 120.000 kg  |                                   |
| Totaal              | 74     | 33           |            |            |             |             |                                   |